# Timothy Bradley
Timothy Ray Bradley junior (* 29. August 1983 in Palm Springs, Kalifornien, USA) ist ein ehemaliger US-amerikanischer Boxer, der seine Profikarriere von 2004 bis 2016 bestritt. Er war WBO- und zweifacher WBC-Weltmeister im Halbweltergewicht sowie zweifacher WBO-Weltmeister im Weltergewicht. Er wurde vom Ring Magazine zeitweise auf Platz 1 der Weltrangliste und Platz 3 der besten Boxer der Welt, ungeachtet der Gewichtsklassen (Pound for pound) geführt. 2023 fand er Aufnahme in die International Boxing Hall of Fame.

## Amateurkarriere
Bradley begann im Alter von zehn Jahren mit dem Boxen und bestritt rund 140 Amateurkämpfe. Er gewann 2001 im Weltergewicht die US-amerikanischen Jugendmeisterschaften (U19) in Fort Worth, sowie 2003 jeweils im Weltergewicht eine Bronzemedaille bei den US-Meisterschaften in Colorado Springs und die Silbermedaille bei den National Golden Gloves in Las Vegas. Er war in beiden Turnieren gegen Andre Berto unterlegen.

## Profikarriere
Noch 2004 wurde er Profiboxer bei Thompson Boxing Promotions und wurde von Joel Díaz trainiert. Ab 2006 wurde er auch von Gary Shaw Productions promotet und stand ab 2011 bei Top Rank unter Vertrag. Ab 2015 war sein Trainer Teddy Atlas.
Bis 2008 gewann er jeden seiner 21 Kämpfe, davon 13 vorzeitig und wurde im September 2005 Jugendweltmeister der WBC im Weltergewicht, sowie im Juni 2006 auch Jugendweltmeister der WBC im Halbweltergewicht, wobei ihm vier Titelverteidigungen gelangen. Sein bis dahin bedeutendster Sieg gelang ihm im Juli 2007 gegen Miguel Vázquez.
Am 10. Mai 2008 schlug er Junior Witter in Nottingham beim Kampf um den WBC-Weltmeistertitel im Halbweltergewicht knapp nach Punkten und verteidigte den Titel am 13. September 2008 einstimmig gegen Edner Cherry, der von der WBC auf Platz 6 der Herausforderer geführt wurde. Am 4. April 2009 gewann er in Montreal eine Titel-Vereinigung einstimmig gegen den beim Ring Magazine auf Platz 7 geführten WBO-Weltmeister Kendall Holt. Da er eine anstehende WBC-Titelverteidigung gegen Devon Alexander nicht annahm, wurde Bradley der WBC-Titel noch im April 2009 auf dem grünen Tisch entzogen.
Den verbliebenen WBO-Titel verteidigte er am 1. August 2009 gegen den von der WBO auf Platz 1 der Herausforderer gesetzten Nate Campbell; der Kampf wurde aufgrund einer schweren Cutverletzung über dem linken Auge von Campbell nach der dritten Runde beendet und Bradley, welcher auf allen drei Punktzetteln geführt hatte, zum Sieger durch TKO erklärt. Das Ergebnis wurde noch im selben Monat von der California State Athletic Commission in ein wertungsloses Urteil („No Contest“) geändert, da die Kommission zu der Ansicht gekommen war, dass die Verletzung nicht durch regelkonforme Schlagwirkung, sondern durch einen unbeabsichtigten Kopfstoß entstanden war.
Seine nächste Titelverteidigung gewann er am 12. Dezember 2009 einstimmig nach Punkten gegen den WBO-Interimsweltmeister Lamont Peterson und siegte auch in einem Nichttitelkampf im Juli 2010 einstimmig gegen den auf Platz 5 des Verbandes geführten Luis Abregú.
Im Anschluss wurde Bradley auf Platz 1 der Weltrangliste des Ring Magazine geführt und traf am 29. Januar 2011 in Pontiac (Michigan) in einer Titel-Vereinigung auf Devon Alexander, der den von Bradley entzogenen WBC-Titel im August 2009 gegen Junior Witter gewonnen und danach gegen Juan Urango und Andreas Kotelnik verteidigt hatte. Bradley gewann den Kampf gegen den vom Ring Magazine auf Rang 3 gesetzten Alexander durch eine Technische Entscheidung in der zehnten Runde; nach einem Zusammenstoß mit den Köpfen, nachdem Alexander nicht weiterkämpfen konnte, wurde der Kampf beendet und die Punktezettel ausgewertet, auf denen Bradley einstimmig in Führung lag.
Seine letzte Titelverteidigung des WBO-Gürtels im Halbweltergewicht gewann er am 12. November 2011 durch TKO in der achten Runde gegen Joel Casamayor, ein ehemaliger Weltmeister im Superfeder- und Leichtgewicht. Casamayor beendete nach diesem Kampf seine Karriere, während Bradley in das Weltergewicht aufstieg. Der WBC-Titel war Bradley im Juli 2011 vom Verband entzogen worden, da er sich nicht innerhalb vorgegebener Fristen um eine Titelverteidigung bemühte.
In seinem ersten Weltergewichtskampf entthronte er am 9. Juni 2012 in der MGM Grand Garden Arena von Las Vegas mit einem knappen Punktsieg per Split Decision den WBO-Weltmeister und vom Ring Magazine als Nummer 2 Pound for pound geführten Manny Pacquiao (2× 115:113 für Bradley, 1× 115:113 für Pacquiao). Der Sieg durch Bradley war äußerst umstritten; laut Compubox-Statistik erzielte der Philippiner die höhere Trefferzahl (253:159) und führte auch bei den Wirkungstreffern mit 190:108 sowie den Jabs mit 63:51. Von 125 inoffiziellen Punktrichtern, welche den Kampf für verschiedene Internetseiten, bzw. Sport- und Nachrichtensender werteten, hatten 121 Pacquiao als Sieger auf ihren Zetteln. Trotz dieses strittigen Urteils blieb das Kampfergebnis bestehen und Bradley musste sich für einen der beiden WBO-Titel entscheiden. Um im Weltergewicht zu bleiben, legte er noch im selben Monat seinen WBO-Titel im Halbweltergewicht nieder.
In seiner ersten Titelverteidigung des WBO-Gürtels im Weltergewicht siegte er am 16. März 2013 im Home Depot Center von Carson (Kalifornien) in einem spektakulären Kampf einstimmig nach Punkten gegen Ruslan Prowodnikow, war jedoch mehrmals in Bedrängnis und ging in den Runden 1 und 12 jeweils zu Boden, wobei nur der zweite Niederschlag als solcher gewertet worden war. Bradley siegte aufgrund seiner weit überlegenen Aktivität von 1000 Schlägen mit 347 Treffern zu 676 Schlägen mit 218 Treffern von Prowodnikow, zudem führte er bei den Jabs mit 129 zu 32 und bei den Wirkungstreffern mit 218 zu 186. Prowodnikow wechselte nach dem Kampf in das Halbweltergewicht und gewann gleich in seinem nächsten Kampf im Oktober 2013 den WBO-Weltmeistertitel dieser Gewichtsklasse. Der Kampf zwischen Bradley und Prowodnikow wurde jeweils zum Ring Magazine Kampf des Jahres und BWAA Kampf des Jahres gewählt.
Auch seine nächste Titelverteidigung gewann Bradley am 12. Oktober 2013 im Thomas & Mack Center von Las Vegas per Split Decision nach Punkten gegen Juan Márquez und verhinderte damit einen Titelgewinn des Mexikaners in der fünften Gewichtsklasse, nachdem dieser bereits WM-Gürtel im Federgewicht, Superfedergewicht, Leichtgewicht und Halbweltergewicht gewonnen hatte. Bradley wurde durch den Sieg vom Ring Magazine zur Nummer 1 im Weltergewicht ernannt und stieg zur Nummer 3 Pound for pound auf.
Sein nächster Kampf war ein Rückkampf und zugleich eine weitere Titelverteidigung gegen Manny Pacquiao, der vom Ring Magazine noch auf Platz 3 geführt wurde. Diesmal setzte sich Pacquiao einstimmig und unumstritten nach Punkten durch, wobei er die Trefferstatistik mit 198:141 anführte und auch bei den Wirkungstreffern mit 148:109 und den Jabs mit 50:32 in Führung lag. In seinem nächsten Kampf am 13. Dezember 2014 erreichte er in einem schwer zu wertenden Kampf ein Unentschieden gegen Diego Chaves. Die Punktentscheidungen entfielen auf 1× 114:114, 1× 115:113 für Bradley und 1× 116:112 für Chaves.
Am 27. Juni 2015 kehrte Bradley eindrucksvoll zurück, als er den ungeschlagenen WBA-Halbweltergewichtsweltmeister Jessie Vargas in einem Weltergewichtskampf einstimmig nach Punkten schlagen konnte und dadurch den Interims-Weltmeistertitel der WBO gewann. Den regulären WBO-WM-Titel im Weltergewicht erhielt er im Juli 2015, nachdem dem Titelträger Floyd Mayweather Jr. der Gürtel aberkannt worden war. Am 7. November 2015 verteidigte er den Titel durch TKO in der neunten Runde gegen Brandon Ríos, einen ehemaligen WBA-Weltmeister im Leichtgewicht.
Im Februar 2016 legte er den WBO-Titel nieder, um in einem dritten Kampf gegen Manny Pacquiao antreten zu können. Dabei unterlag Bradley jedoch einstimmig nach Punkten und war im Kampfverlauf zweimal am Boden.
Ohne einen weiteren Kampf bestritten zu haben, erklärte er im August 2017 seinen Rücktritt vom Boxen.